# Aeroportul Safi
Aeroportul Safi (IATA: SFI, ICAO: GMMS) este un aeroport din Maroc.
Situat la o altitudine de 52 m, aeroportul dispune de o singură pistă.